# Kurt Brennecke
Kurt Brennecke, nemški general, * 16. december 1891, Ringelheim, † 30. december 1982, Bonn.